# Tencent Video
 (avril 2024).
 (avril 2021).
Tencent Video (chinois simplifié : 腾讯视频 ; pinyin : Téngxùn Shìpín) est un site web chinois de streaming vidéo appartenant à l’entreprise Tencent. En mars 2019, le site comptait plus de 900 millions d'utilisateurs actifs mensuels mobiles. Il avait également 89 millions d'abonnés VIP.

## Histoire
En avril 2011, Tencent Video a été lancé officiellement sur un domaine indépendant. Tencent Video propose diverses fonctionnalités, telles que l'accès à des contenus en vidéo à la demande et en télévision en ligne, la gestion des listes, l'ajustement du volume, le réglage de la qualité des couleurs, ainsi que d'autres services spécifiques.
La stratégie de Tencent Video se concentre sur le développement de contenu original et le soutien de programmes originaux. Outre les productions dramatiques, Tencent Video produit également des microfilms et des concours de courts métrages. Tencent Video soutient activement ses propres productions.
En juillet 2017, Tencent Video a commencé à diffuser du contenu vidéo sur le plus grand fabricant chinois de téléviseurs, TCL.
En octobre 2017, le chiffre d'affaires de Tencent Video s'élevait à 65,2 milliards de yuans (CNY), soit 9,87 milliards de dollars (USD). En septembre 2017, Tencent Video était l'une des huit applications chinoises figurant dans le top 30 des applications mobiles avec les revenus les plus importants de l'App Store et de Google Play Store.
Toujours en octobre 2017, Tencent Video figurait parmi les 15 applications avec le revenu mensuel consolidé le plus important au monde. Tencent Video était également classé au premier rang des revenus des applications de divertissement iOS en Chine en octobre 2017.